# 伯拉糾主義
伯拉糾主義（Pelagianism），又作白拉奇主義，是由英格蘭神學家伯拉糾（又作白拉奇）提出的一种理论，认为人是性恶的，但否定人有原罪。

## 源由
伯拉糾提出的言論與斯多亞學派類似，承認人類本性是惡的，但可以藉著受洗，因信稱義，強調聖保祿因信稱義的觀念。在伯拉糾的門人中，以色勒斯丟最為顯著擁護他的主張，他是一位執業律師，因此善於爭辯，所以擁護伯拉糾的信徒也不少。此事經希波的奧古斯丁瞭解後，開始一連串的爭辯，因為此派的思想不承認人有原罪，又認為可以靠人自己的力量生活到無罪之境，此思想在東方廣受歡迎，並且經耶路撒冷宗主教的承認，在丟司坡理開會宣布伯拉糾此派的思想合乎正道。

## 伯拉糾爭辯
伯拉糾派及奧古斯丁思想的爭辯，以伯拉糾勝出告終，奧古斯丁此次失敗後，繼續與友人發動論述，以遏止此思想的蔓延，於416年在北非舉行會議，會中決議否決伯拉糾的思想。但色勒斯丟親自前往謁見新教宗佐西，請求認同其見解。但奧古斯丁一派的人上告西羅馬皇帝，於是下一道上諭申斥伯拉糾派的學者，又敕命把伯拉糾流放。此後教宗也因為皇帝的行動，遂發出同樣通告，申斥伯拉糾一派的人。

## 主要理论

### 人性論
- 人在思想上有自由意志並且在行為上要有應盡的責任義務
- 人是受造物，天主造人時沒有將罪性附在人身上
- 天主賜人有自由意志選擇
- 關於原罪矛頭是指向亞當

### 拯救論
- 教導的恩典：天主賜給人《聖經》、理性和基督的榜樣來幫助人。

- 寬恕的恩典：人如果悔改並且努力行正路又彌補他所行的惡，天主就給他寬恕的恩典。但這恩典並不幫助他的意志，只是赦免他的罪。

- 嬰兒洗禮是沒有必要的，因為沒有原罪。